# Radetzky (bateau à vapeur)
Pour les articles homonymes, voir Radetzky.
Le Radetzky (bulgare : Радецки) était un bateau à vapeur à passagers austro-hongrois construit en 1851 dans le chantier naval de Óbuda en Hongrie et utilisé pour les services réguliers sur le Danube, principalement entre Orşova en Autriche-Hongrie et Galaţi en Roumanie.

## Historique
Nommé d'après le général autrichien Joseph Wenzel Radetzky von Radetz (1766–1858) né en Bohême et, il est le plus remarquable dans le cadre de l'histoire de la Bulgarie comme le navire que le révolutionnaire et poète Khristo Botev et sa bande ont détourné sans effusion de sang et utilisé pour atteindre Kozlodouy, en Bulgarie.
Le Radetzky a été mis hors service en 1918 et détruit en 1924, bien que la plupart de ses reliques aient été conservées, comme le drapeau avec un blason, un sceau, la licence originale, etc., qui ont été remis par Adolf Engländer, un frère du capitaine, à Boris III de Bulgarie.

## Réplique
Entre 1964 et 1966, à l'occasion du 90e anniversaire de la mort d'Hristo Botev, de l'argent a été collecté par 1200000 élèves bulgares à l'initiative de la journaliste Lilyana Lozanova, et le bateau à vapeur a été reconstruit sur la base de sa conception originale et des données techniques fournies sur le navire par Király József. Le Radetzky reconstruit a été officiellement inauguré en tant que navire-musée le 30 mai 1966 à Kozlodouy. Il s'agit d'un composite d'un remorqueur soviétique de 1953 et de morceaux préservés du Radetzky original en 1918.

### Navire-musée
Le bateau à vapeur Radetzky est une relique nationale de la Bulgarie. Un village de la province de Sliven porte son nom, Radetski, et l'écrivain national Ivan Vazov a écrit un poème basé sur les événements de mai 1876, qui est aujourd'hui une chanson patriotique populaire appelée Still White Danube Undulates (en).

## Galerie

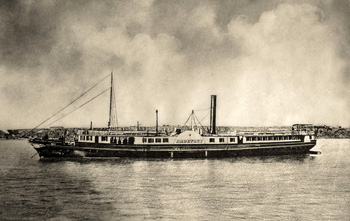
Radetzky de 1851
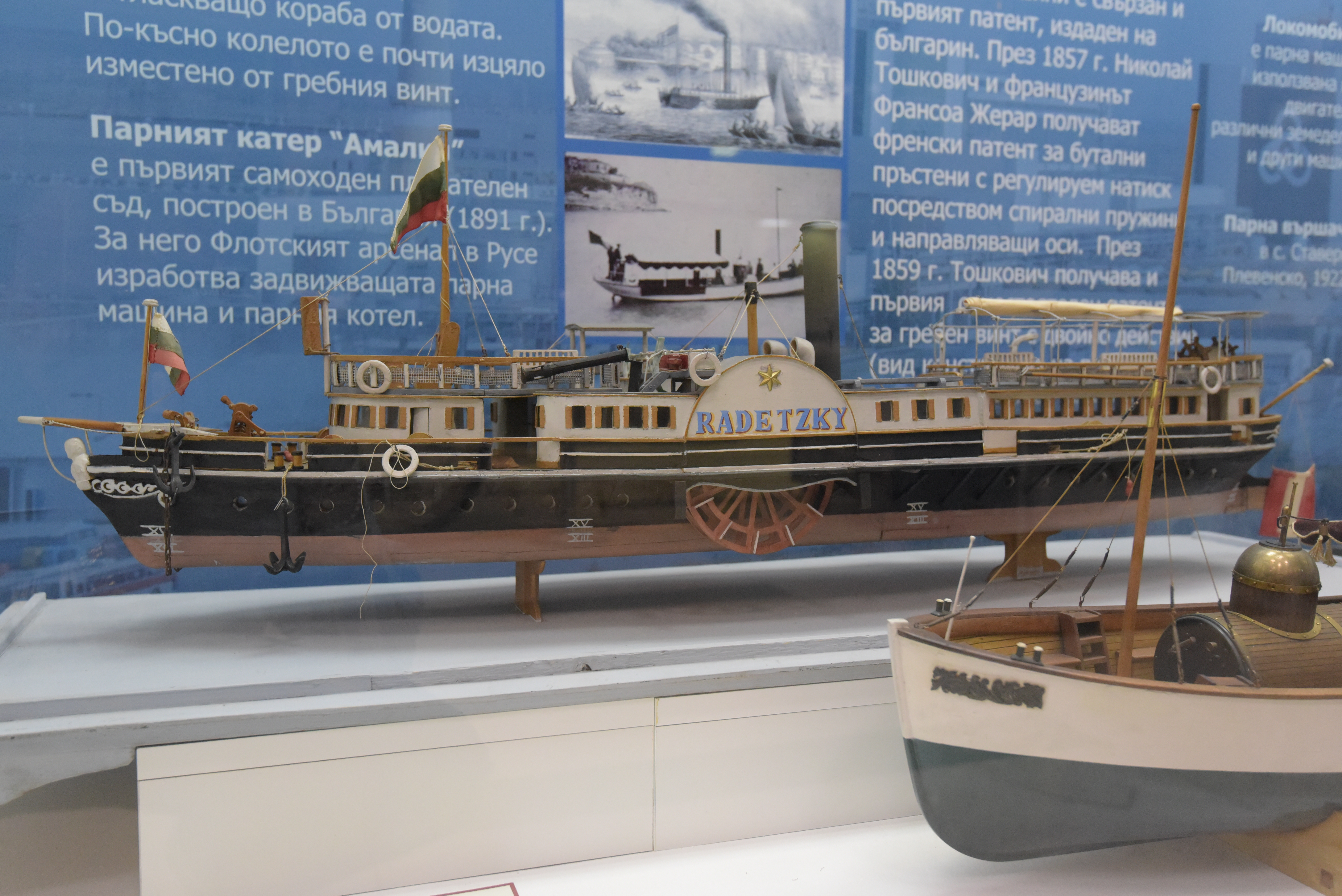
Maquette du bateau à vapeur
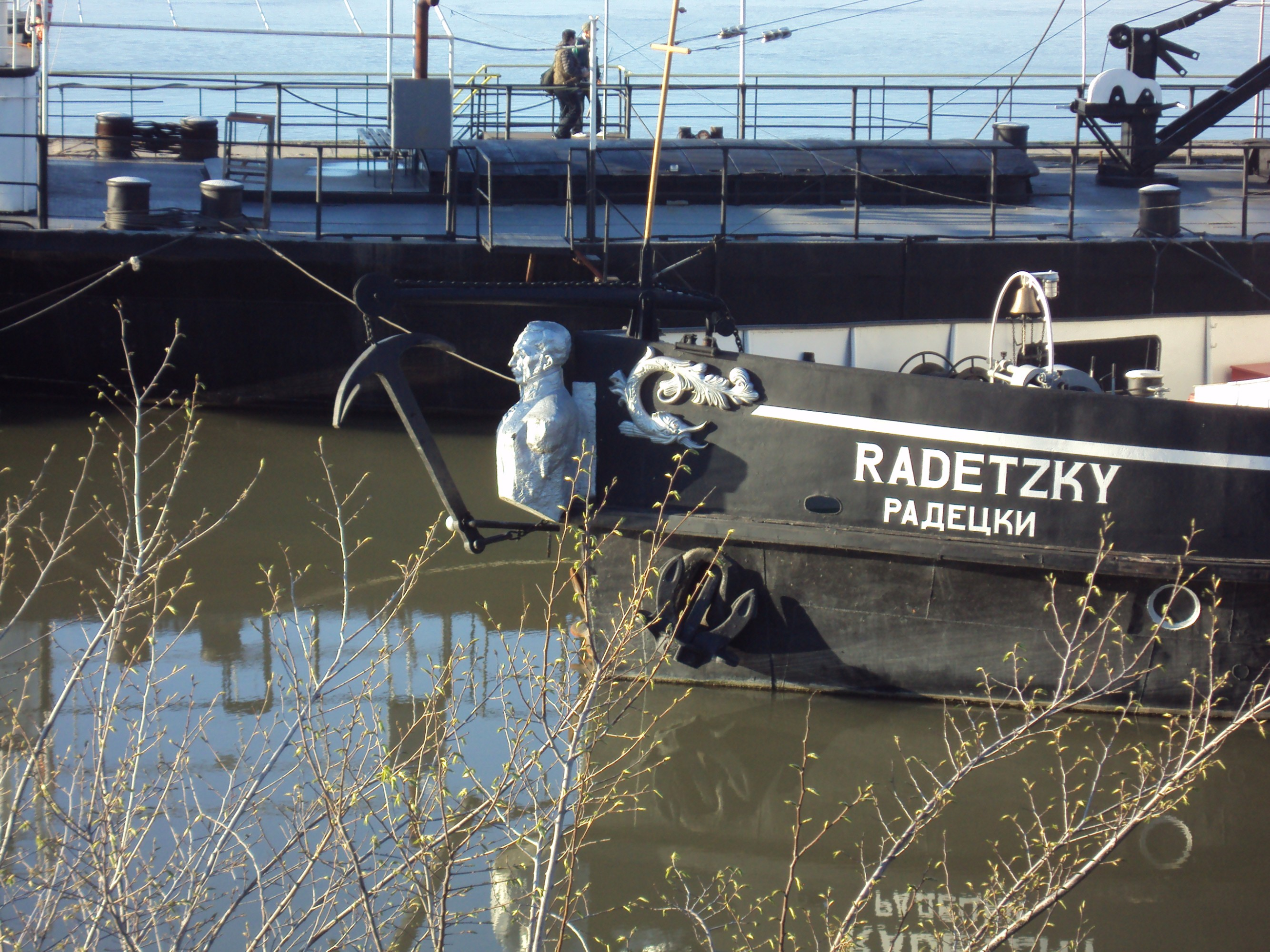
Figure de proue